# Cæsonia Milonia
Cæsonia Milonia est la quatrième épouse de Caligula. Elle fut assassinée avec son mari et leur fille le 24 janvier 41.

## Biographie
Cæsonia Milonia est née entre le 2 et 4 juin d'une année non déterminée du début de notre ère. 
D'origine modeste, Cæsonia est la fille de Vistilia. Son jeune demi-frère fut le consul Cnaeus Domitius Corbulo. Sa nièce, Domitia Longina, épousa le futur empereur Domitien.
On connait peu de la vie de Cæsonia. Suétone dit que lorsque Caligula l'épousa, elle n'était ni belle ni jeune et était déjà la mère de trois filles. Il la décrit comme une femme extravagante, insouciante et débauchée que Caligula aima néanmoins passionnément et fidèlement.
Dion Cassius raconte que Caligula avait une relation avec Cæsonia avant leur mariage (à la fin de 39 ou au début 40). Elle était enceinte quand ils se marièrent et donna le jour à Julia Drusilla seulement un mois après leur mariage. Suétone dit qu'elle accoucha le jour de leur mariage. Dion Cassius mentionne également que les Romains n'étaient pas très contents du mariage de Caligula avec Cæsonia.
Le poète satirique Juvenal prétend que Caligula fut rendu fou à cause d'un philtre d'amour donné par Cæsonia.
Suétone signale que Caligula faisait défiler Cæsonia devant les troupes et parfois nue devant quelques amis choisis. Il plaisantait en menaçant de la torturer ou de la tuer.
En 41 Caligula fut assassiné alors qu'il assistait à une représentation théâtrale privée. Cæsonia et sa fille furent tuées quelques heures après Caligula. Selon Flavius Josèphe, elle mourut courageusement.

## Sources
- (en) Cet article est partiellement ou en totalité issu de l’article de Wikipédia en anglais intitulé « Milonia Caesonia » (voir la liste des auteurs).